# Berthelinia caribbea
Berthelinia caribbea är en snäckart som beskrevs av Edmunds 1963. Berthelinia caribbea ingår i släktet Berthelinia och familjen Juliidae. Inga underarter finns listade i Catalogue of Life.